# Paragaleodes erlangeri
Paragaleodes erlangeri är en spindeldjursart som beskrevs av Kraepelin 1903. Paragaleodes erlangeri ingår i släktet Paragaleodes och familjen Galeodidae. Inga underarter finns listade i Catalogue of Life.